# Agroeca proxima
Agroeca proxima es una especie de araña araneomorfa del género Agroeca,  familia Liocranidae. Fue descrita científicamente por O. Pickard-Cambridge en 1871.
Se distribuye por Turquía y Rusia. El cuerpo del macho mide 3,8-5 milímetros y el de la hembra 5,2-7,5 milímetros. Habita en zonas secas y húmedas como dunas, brezales, ciénagas y praderas pantanosas. Se le puede encontrar a elevaciones de hasta 2000 metros.